# Close Enough
Close Enough é uma série americana de animação adulta criada por J. G. Quintel para a HBO Max. Anteriormente, a série foi feita para a TBS no ano de 2017, mas foi adiada. Foi liberada exclusivamente para o serviço de streaming HBO Max em 9 de julho de 2020. A série recebeu várias críticas positivas, com vários críticos comparando-a convenientemente com a série antecessora do Quintel, Apenas um Show. Em 6 de agosto de 2020, a série foi renovada para a segunda temporada. Em 14 de setembro de 2020, a série foi distribuída internacionalmente pela Netflix. Em julho de 2022, a série foi cancelada pela HBO Max depois da terceira temporada.

## Enredo
A série gira em torno de um casal da geração Y de 30 e poucos anos com sua filha de 5 anos e seus amigos divorciados que vivem com eles em um duplex na cidade de Los Angeles.

## Personagens

### Principais
Joshua "Josh" Singleton: É o marido da Emily e o pai da Candice, é um desenvolvedor de jogos e trabalha para um empresa sediada na Geek Squad. Ele é baseado no seu dublador, J. Q. Quintel.
Emily Ramirez: Esposa do Josh e mãe da Candice que trabalha como uma assistente para uma empresa de alimentos e meio período em uma banda de compositores de comédia com a Bridgette.
Candice Ramirez Singleton: A filha de 5 anos de idade de Josh e Emily, que batalha no dia-a-dia com os trabalhos escolares.
Alex Dorpenberger: Melhor amigo do Josh e o ex-marido da Bridgette, trabalha como professor em uma faculdade comunitária e é aficionado por Vikings.
Bridgette: Melhor amiga da Emily e a ex-esposa do Alex. Ela é uma digital influencer nipo-americana.
Pearle Watson: Uma policial aposentada da LAPD que é a dona do duplex e a mãe adotiva do Randy.
Randy Watson: Filho adotivo da Pearle e gerente do duplex.

### Recorrentes
Sr. Timothy Brice Campbell: O professor da escola que a Candice frequenta.
Sr. Salt: É o chefe da Emily.

## Lançamento
A série foi anunciada em maio de 2017, quatro meses após a série anterior de Quintel (Apenas um Show) ser finalizada, e foi planejada para ir ao ar na TBS,. mas foi adiada várias vezes. E o planamento da TBS para um bloco de animação foi cancelado quanto a produção de The Cops foi encerrada por conta das acusações contra Louis C.K. por conduta sexual imprópria. Em 29 de outubro de 2019, foi anunciado que a série iria estreiar na HBO Max. A segunda parte do terceiro episódio foi exibida no Festival de Cinema de Animação de Annecy em 15 de junho de 2020. Em 14 de setembro de 2020, a série foi liberada mundialmente através da Netflix.